# Агамиров, Гога Григорьевич
Георгий Григо́рьевич Агами́ров (арм. Գոգա Գեորգիևիչ Աղամիրյան; 18 августа 1916 — 12 апреля 1997) — Герой Советского Союза, участник Великой Отечественной войны, командир эскадрильи 337-го авиационного полка 5-й гвардейской авиационной дивизии 4-го гвардейского авиационного корпуса дальнего действия (АДД), полковник.

## Биография
Родился 5 (18) августа 1916 год в городе Грозный (Терская область) в семье армянского рабочего. По окончании 9 классов работал слесарем(токарем) в организации «Грознефть». В 1937 году окончил Балашовскую летную школу Гражданского воздушного флота(ГВФ). Был пилотом гражданской авиации. С 1940 года член ВКП(б)/КПСС. В Красную Армию призван Грозненским райвоенкоматом Чечено-Ингушской АССР. С июня 1942 года Г. Г. Агамиров — командир отряда авиационного полка Особой западной группы при 1-й воздушной армии (Западный фронт), принимал участие в боевых действиях.
Командуя эскадрильей 337-го авиационного полка дальнего действия (5-я гвардейская авиационная дивизия дальнего действия, 4-й гвардейский авиационный корпус дальнего действия (АДД)), капитан Гога Агамиров к октябрю 1944 года произвел 218 успешных боевых вылетов. Бомбил военные объекты в глубоком тылу противника, доставлял боеприпасы, продовольствие и специальные грузы партизанам.
Совершил 44 вылета с особо важными заданиями в интересах Народно-освободительной армии Югославии.
Указом Президиума Верховного Совета СССР от 5 ноября 1944 года за образцовое выполнение боевых заданий командования на фронте борьбы с немецко-фашистскими захватчиками и проявленные при этом мужество и героизм, капитану Агамирову Гоге Григорьевичу присвоено звание Героя Советского Союза с вручением ордена Ленина и медали «Золотая Звезда» (№ 4529).
После войны лётчик продолжал службу в ВВС СССР. В период с 1953 года по 1957 год командовал 840-м тяжелым бомбардировочным авиационным полком, базировавшимся вблизи города Сольцы Новгородской области. В 1957 году окончил курсы усовершенствования офицерского состава при Военно-воздушной академии. Проходил службу в городе Воркуте, где был командиром полка, начальником Воркутинского гарнизона. С 1972 года полковник Г. Г. Агамиров — в запасе. Жил в городе Воронеже, где и скончался 12 апреля 1997 года. Похоронен в Воронеже на Лесном кладбище.
8 мая 2010 года в Грозном открыт мемориальный комплекс «Аллея Славы», где установлены барельеф и памятная доска в честь Героя.

## Награды
- Герой Советского Союза (05.11.1944)
- орден Ленина
- орден Красного Знамени (3) (1942,1943)
- Орден Александра Невского
- орден Отечественной войны I степени (2) (1944)
- орден Красной Звезды (3)
- Медаль «Партизану Отечественной войны» (1943)
- медаль За оборону Ленинграда
- Медали СССР

### Иностранные награды
- Орден Партизанской звезды 1 степени[5]